# Tony Monopoly
 (avril 2021).
Si vous disposez d'ouvrages ou d'articles de référence ou si vous connaissez des sites web de qualité traitant du thème abordé ici, merci de compléter l'article en donnant les références utiles à sa vérifiabilité et en les liant à la section « Notes et références ».
Pour les articles homonymes, voir Monopoli (homonymie).
Tony Monopoly (né Antonio Rosario Monopoli en 1944 à Adélaïde et mort le 21 mars 1995 à Brighton) est un chanteur australien ayant fait carrière au Royaume-Uni.

## Biographie
À neuf ans, il est soprano dans l'émission de radio australienne Kangaroos on Parade.
À seize ans, il devient moine carmélite et reste dans l'ordre pendant cinq ans. Au cours des années 1960, il chante régulièrement avec Edwin Duff et Norm Erskine, dans un trio, sur In Melbourne Tonight et Tonight with Don Lane.
En 1975, il se présente au Caesar's Palace de Luton pour une audition de Opportunity Knocks, une émission de télévision britannique, pour une série de six apparitions. En juin 1976, l'album qui porte son nom atteint la 25e place du UK Albums Chart.
Dans une pré-sélection nationale pour choisir la chanson qui irait au Concours Eurovision de la chanson, qui se tient le 9 mars 1977 au New London Theatre, Monopoly obtient 66 points et se classé neuvième avec la chanson Leave a Little Love. Au début des années 1980, Monopoly chante dans des paquebots de croisière. En remplissant ses engagements de plus en plus rares sur la terre ferme, il partage son temps entre l'Australie et le Royaume-Uni.
Monopoly chante pour une comédie musicale Cinderella à Hanley. Il joue le rôle principal dans Moby Dick, la production inaugurale du Old Fire Station Theatre récemment rénové à Oxford. Le succès du spectacle incite le producteur Cameron Mackintosh à monter une production au West End theatre en 1992, qui reçoit des critiques cinglantes et est retirée rapidement, après quoi Monopoly interprète Old Deuteronomy dans une tournée britannique de Cats.

## Source de la traduction
- (en) Cet article est partiellement ou en totalité issu de l’article de Wikipédia en anglais intitulé « Tony Monopoly » (voir la liste des auteurs).